# Calcodes
Calcodes es un género de coleóptero de la familia Lucanidae.

## Especies
Las especies de este género son:
- Calcodes aeratus (Hope, 1834)
- Calcodes alexandrae (Ipsen, 1999)
- Calcodes baderi (Bomans & Bartolozzi, 1990)
- Calcodes berndi Schenk, 2000
- Calcodes carinatus (Linnaeus, 1758)
- Calcodes cephalotes (Leuthner, 1885)
- Calcodes cupreiventris (Mollenkamp, 1900)
- Calcodes hamjahi (Ikeda, 1998)
- Calcodes invitabilis (Mizunuma, 1994)
- Calcodes johani (Ipsen, 1999)
- Calcodes kazuhisai (Mizunuma, 1994)
- Calcodes kikuchii (Ikeda, 2000)
- Calcodes lecourti (Bomans, 1997)
- Calcodes martinii (Ipsen, 1995)
- Calcodes nagaii (Ikeda, 1996)
- Calcodes nakagomei (Okuda, 2013)
- Calcodes nishiyamai (Mizunuma, 1994)
- Calcodes nobuhikoi (Ikeda, 2000)
- Calcodes ritsemae (Boileau, 1989)
- Calcodes rorekaotimbuensis (Nagai & Isaogai, 1987)
- Calcodes rubens (Lacroix, 1978)
- Calcodes sarasinorum (Heller, 1898)
- Calcodes striatus (Deyrolle, 1864)
- Calcodes svenjae Schenk, 2000
- Calcodes taronii (Bomans & Bartolozzi, 1990)
- Calcodes ursulae Schenk, 1999